# منطقة الحكم الذاتي لجنوب السودان (1972–1983)
منطقة الحكم الذاتي لجنوب السودان منطقة حكم ذاتي كانت موجودة في جنوب السودان بين عامي 1972 و1983. تأسست في 28 فبراير 1972 بموجب اتفاقية أديس أبابا التي أنهت الحرب الأهلية السودانية الأولى. حتى ألغت الحكومة المركزية السودانية الحكم الذاتي لتلك المنطقة في 5 يونيو 1983 من قبل إدارة الرئيس السوداني جعفر نميري. وكان إلغاء الحكم الذاتي الجنوبي أحد أسباب الحرب الأهلية السودانية الثانية التي ستستمر حتى يناير 2005، عندما تم استعادة الحكم الذاتي الجنوبي.

## الحكومة والسياسة
كان جنوب السودان يحكمه مجلس تنفيذي أعلى برئاسة رئيس المجلس التنفيذي الأعلى. كان أبيل ألير أول رئيس، يشغل هذا المنصب بين عامي 1972 و1978.
تناط السلطة التشريعية بمجلس الشعب الإقليمي.
تتكون منطقة الحكم الذاتي من ثلاث محافظات الإقليم الاستوائي، وبحر الغزال، وأعالي النيل. كانت جوبا العاصمة الإقليمية.

### رؤساء المجلس التنفيذي الأعلى
| الفترة                        | شاغل المنصب             | الحزب                            |
| ----------------------------- | ----------------------- | -------------------------------- |
| 6 أبريل 1972 - فبراير 1978    | أبيل ألير               | الجبهة الجنوبية                  |
| فبراير 1978 - 12 يوليو 1979   | جوزيف لاقو              | الاتحاد الوطني الأفريقي السوداني |
| 12 يوليو 1979 - 30 مايو 1980  | بيتر جاتكوث             | جنوب السودان                     |
| 30 مايو 1980 - 5 أكتوبر 1981  | أبيل ألير               | الجبهة الجنوبية                  |
| 5 أكتوبر 1981 - 23 يونيو 1982 | قسم الله عبدالله الرصاص | حركة تحرير جنوب السودان          |
| 23 يونيو 1982 - 5 يونيو 1983  | جوزيف جيمس تومبورا      | الاتحاد الوطني الأفريقي السوداني |

## بعد الإلغاء
ألغيت منطقة الحكم الذاتي لجنوب السودان في عام 1983. وبين عامي 1987 و1989، كان هناك مجلس الجنوب في جنوب السودان. وبعد توقيع اتفاق الخرطوم للسلام عام 1997، تم إنشاء مجلس تنسيق جنوب السودان بقيادة ريك مشار الذي  عُيَّن أيضًا مساعدًا لرئيس الجمهورية. ألغيت هذه الهيئة في عام 2005 عندما تأسست حكومة جنوب السودان المستقلة.